# Bulbophyllum pecten-veneris
Bulbophyllum pecten-veneris (Gagnep.) Seidenf., 1973 publ. 1974 è una pianta della famiglia dell Orchidacee, originaria dell'Asia Orientale.

## Descrizione
È un'orchidea di piccole dimensioni con crescita epifita. B. pecten-veneris presenta pseudobulbi molto ravvicinati, di forma da ovoidale a globosa, portanti al loro apice un'unica foglia subsessile, eretta, di forma da ovale-ellittica a oblungo-lanceolata, ad apice ottuso.
La fioritura avviene in primavera, mediante una infiorescenza basale, derivante da uno pseudobulbo maturo, lunga mediamente 10 centimetri, ombrelliforme, portante 9 - 10 fiori. Questi sono grandi mediamente 7 o 8 centimetri, di colore variabile tra il rosso e il giallo e hanno una forma veramente curiosa: i sepali laterali sono particolarmente allungati, rivolti verso il basso e dotati di lunghe appendici, mentre quello centrale è ovato ad apice acuto, i petali sono molto più piccoli e meno visibili dei sepali e il labello è sacciforme e nel complesso poco appariscente

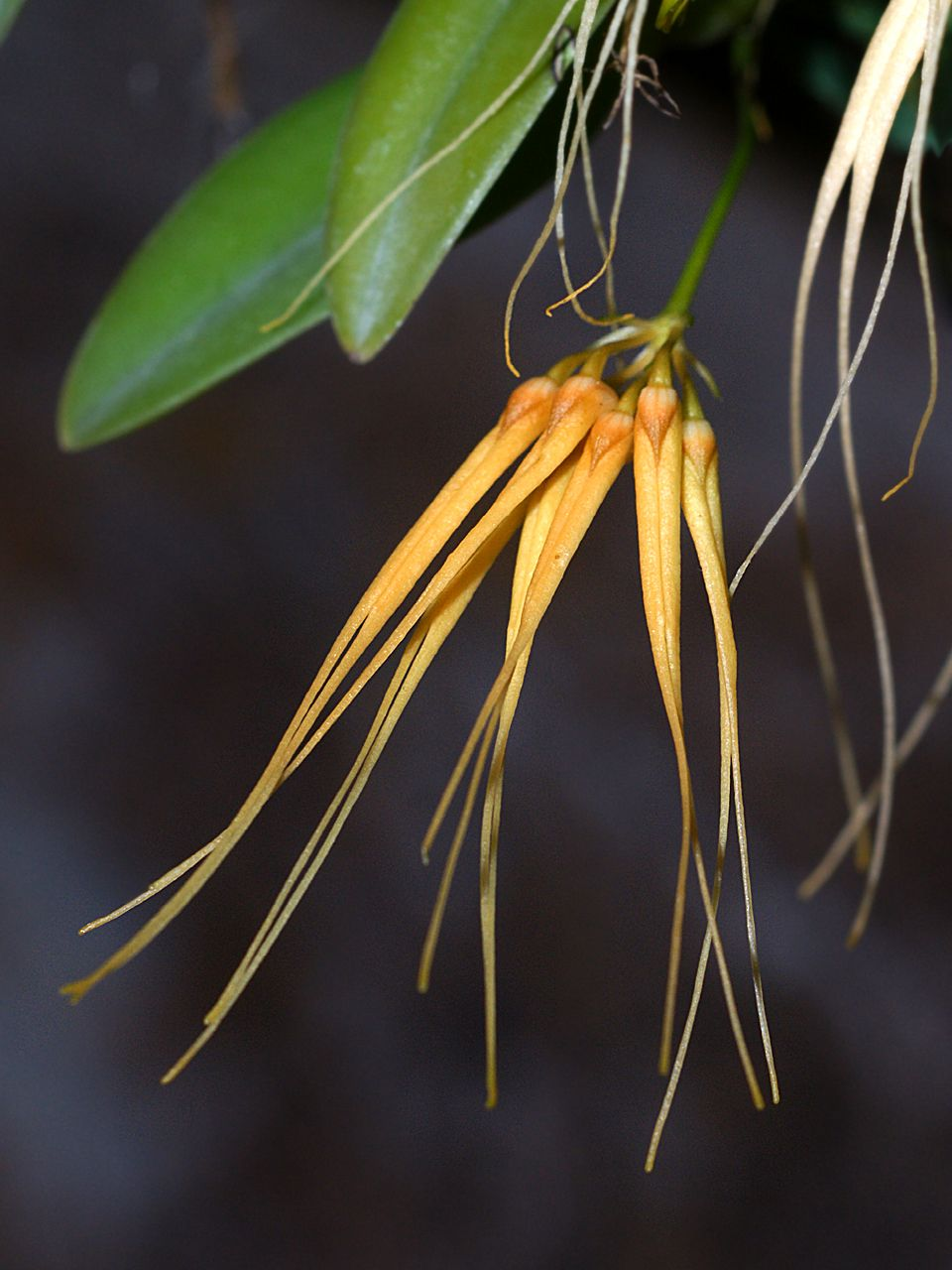
Bulbophyllum pecten-veneris è giallo

## Distribuzione e habitat
La specie è originaria dell'Asia Orientale, in particolare delle province cinesi di Hubei, Anhui e Fujian, oltre che Hong Kong, Sud Vietnam, Laos e Thailandia  dove cresce epifita sugli alberi della foresta tropicale, dalla pianura alla montagna, fino a quote di 1200 metri sul livello del mare.

## Coltivazione
Questa pianta richiede in coltivazione esposizione a mezz'ombra, temperature calde per tutto l'anno, in particolare all'epoca della fioritura.